# Фриц Цвики
Фриц Цвики (на немски: Fritz Zwicky; 14 февруари 1898 – 8 февруари 1974) е швейцарски и американски астроном, роден в България.
През по-голямата част от своя живот работи в Калифорнийския технологичен институт в Съединените американски щати, където допринася с множество значими открития към теоретичната и практическа астрономия.

## Биография
Фриц Цвики е роден във Варна, България с баща швейцарец. Баща му, Фридолин (р. 1868), е влиятелен индустриалец в българския град и също така служел като посланик на Норвегия във Варна (1908 – 1933). Къщата на Цвики във Варна е проектирана и построена от Фридолин Цвики. Майката на Фриц, Франциска Вржек (р. 1871), е етническа чехкиня от Австро-Унгарската империя. Фриц е най-голямото от трите деца на семейство Цвики: има по-млад брат, на име Рудолф, и сестра, Леони. Майката на Фриц умира във Варна през 1927 г., а баща му Фридолин остава в България до 1945, когато се завръща в Швейцария. Сестра му Леони се омъжва за българин от Варна и прекарва целия си живот в крайморския град.
През 1904 г., на шестгодишна възраст, Фриц е изпратен при своите баба и дядо в Гларус, Швейцария, „родния окръг на фамилията Цвики, да учи търговия.“ Интересите му преминали към математика и физика и той получил висококвалифицирано образование по математика и експериментална физика в Швейцарския федерален технологичен институт, който се намира в Цюрих, Швейцария. През 1925 г. емигрира в САЩ, за да работи с Робърт Миликан в Калифорнийския технологичен институт (Калтех) след като получава международна стипендия от Рокфелеровата фондация.
Той е отговорен за постулирането на многобройни космологични теории, които оказват дълбоко влияние на разбирането ни за Вселената днес. Той е назначен за професор по астрономия в Калтех през 1942 г. и също така е работил като директор/консултант по изследванията за „Aerojet Engineering Corporation“ (1943 – 1961) и като служител в обсерваторията Маунт Уилсън и обсерваторията „Паломар“ през по-голямата част от своята научна кариера. Той разработва едни от първите реактивни двигатели и е притежател на повече от 50 патента. Също така Цвики изобретява подводния реактивен двигател, както и няколко други нововъведения в сферата на реактивната тяга.
През април 1932 година Фриц Цвики се жени за Дороти Вернън Гейтс, произлизаща от видна местна фамилия и дъщеря на сенатор Егберт Гейтс. Нейните пари са важно средство за финансирането на обсерваторията „Паломар“ по време на Великата депресия. Никълъс Рузвелт, братовчед на президента Теодор Рузвелт, е негов зет по линия на брака си с Тирза Гейтс. Цвики и Дороти се развеждат по взаимно съгласие без допълнителни препирни през 1941. През 1947 Цвики се жени повторно в Швейцария за Анна Маргарита Цюрхер, и те имат три дъщери, Маргрит, Франциска и Барбарина. След смъртта му се раждат и три негови внуци. В музея „Цвики“ в Landesbibliothek, Гларус, се съхраняват много от неговите документи и научни трудове, а Fritz Zwicky Stiftung (фондация) в Швейцария продължава идеите му за развитие на морфологичния анализ. Цвики умира в Пасадена, САЩ, на 8 февруари 1974 година и е погребан в Молис, Швейцария.

## Научни трудове
Фриц Цвики е високопродуктивен учен и има множество важни приноси към различни области на астрономията.

### Йонизирани кристали и електролити
Първите му научни приноси са във връзка с йонизираните кристали и електролити.

### Свръхнови и неутронни звезди
Заедно със своя колега Уолтър Бааде, Цвики инициира и популяризира употребата на първите телескопи „Шмидт“, използвани в обсерватория, разположена на планински връх, през 1935 г. Той пренася собственоръчно лещите „Шмидт“ от Германия, които са били полирани от оптика Бернард Шмидт. През 1934 Цвики и Бааде за първи път използват термина „свръхнова“ и изказват хипотезата, че тези звезди може би са междинния вариант при превръщането на една нормална звезда в неутронна звезда, също така и източника на космическите лъчи. Това е изключително далновидно прозрение, което има огромно влияние върху определянето на размера и възрастта на вселената през последвалите десетилетия.
В подкрепа на тази хипотеза Цвики започнал лов на свръхнови и лично открил общо 120 от тях (изключение прави 1956C, която по-късно се оказала планета (9574) Таку и 1954J, която сега се смята, че е била силно изригване на звезда от типа ета-Карина преди да се превърне в свръхнова) и една, SN 1963J в сътрудничество с Пол Уайлд, швейцарски астроном, в период от 52 години (от SN 1921B до SN 1973K), рекорд, който все още към 2006 г. не е подобрен (настоящият претендент е Жан Мюлер с 98 (изключение правят 1991W, 1992W, 1992X, които на по-късен етап се оказват близки звезди) открития и 9 съвместни открития.

### Стандартни свещи
През 1938 г. колегата на Цвики Уолтър Бааде предлага да се използват свръхнови като стандартни свещи (астрономически обекти с известна светимост) за измерване на разстояния в дълбокия космос.  Тъй като светлинните криви на много звезди свръхнова тип-Iа имат пик в светимостта, поради присъщата им яркост те могат да се използват в скалата за измерване на космическите разстояния.
Отдалечените свръхнови от тип Ia показват нелинейност в закона на Хъбъл, която учените обясняват с ускорение в степента на разширяване на вселената.

### Гравитационни лещи
През 1937 г. Цвики обявява, че галактическите клъстери могат да действат като гравитационни лещи, съответстващи на открития преди това ефект на Айнщайн. Едва през 1979 този ефект е потвърден от наблюдения на така наречения Квазар близнак Q0957+561.

### Тъмна материя
Докато изследвал галактическия клъстер Кома през 1933 г., Цвики е първият, който използва теоремата за вириала, за да аргументира съществуването на невидима материя, която той наричал тъмна материя. Той изчислил гравитационната маса на галактиките в самия клъстер и от тяхната осветеност извлякъл стойност, която била поне 400 пъти по-голяма от очакваното, което означавало, че по-голямата част от материята би трябвало да е тъмна. Същото изчисление днес показва по-малък коефициент, базиран на по-големи стойности за масата на осветената материя; но все още е ясно, че повечето материя изглежда е тъмна.

### Уморена светлина
Когато Едуин Хъбъл открил линейна връзка между разстоянието до дадена галактика и отклонението в червения спектър, изразено като скорост (закон на Хъбъл), Цвики незабавно предположил, че ефектът се дължи не на движението на галактиката, а на неизвестно явление, което кара фотоните да губят енергия, докато пътуват през пространството. Той смятал, че най-вероятно процесът е ефект на триене, при който фотоните отдават кинетична енергия на заобикалящите ги тела, чрез гравитационни взаимодействия; и предложил да се направи опит този ефект да бъде поставен на едно теоретично стъпало, наравно с общата относителност. Също така той разгледал и отхвърлил обясненията, включващи взаимодействия със свободни електрони или разширяването на пространството.
Цвики е скептичен относно разширяването на пространството през 1929 г., защото скоростите, измерени по това време, изглеждали прекалено огромни. Едва през 1956 г. Уолтър Бааде прави корекции в скалата за измерване на разстояние, базирани на променливите звезди цефеиди, и за първи път обявява точните измервания на степента на разширяване. Космологичното червено отместване сега е общоприето като следствие на разширяването на пространството; характеристика на космологията след дефинирането на Големия взрив.

### Морфологичен анализ
Цвики развива обобщена форма на морфологичния анализ, който представлява метод за систематично структуриране и изследване на крайния набор от взаимодействия, които се наблюдават в многоизмерни, обикновено неизмерими, комплекси от проблеми. Той публикува книга по предмета през 1969, където твърди, че е направил голяма част от своите открития, като е използвал именно този метод.

### Каталог на галактики и клъстери
Цвики отделя значително време в търсене на галактики и подреждането им в каталози. От 1961 до 1968 той и колегите му публикуват обширния 6-томен труд „Каталог на галактиките и клъстерите от галактики“. Всичките шест тома са публикувани в Пасадена от Калифорнийския технологичен институт.
1. Zwicky, F., Herzog, E., Wild, P. Catalogue of Galaxies and of Clusters of Galaxies. Т. 1.   California Institute of Technology, 1961.
2. Zwicky, F., Herzog, E., Wild, P. Catalogue of Galaxies and of Clusters of Galaxies. Т. 2.   California Institute of Technology, 1963.
3. Zwicky, F., Herzog, E., Wild, P. Catalogue of Galaxies and of Clusters of Galaxies. Т. 3.   California Institute of Technology, 1966.
4. Zwicky, F., Herzog, E. Catalogue of Galaxies and of Clusters of Galaxies. Т. 4.   California Institute of Technology.
5. Zwicky, F., Karpowicz, M., Kowal, C.T. Catalogue of Galaxies and of Clusters of Galaxies. Т. 5.   California Institute of Technology, 1965.
6. Zwicky, F., Kowal, C.T. Catalogue of Galaxies and of Clusters of Galaxies. Т. 6.   California Institute of Technology, 1968.

В оригиналния каталог галактиките се наричат „галактики на Цвики“, а самия каталог се поддържа и обновява. Цвики и жена му Маргарита също така произвели важен каталог на компактните галактики, понякога наричан просто „Червената книга“.
Zwicky, F., Zwicky, M.A. Catalogue of selected compact galaxies and of post-eruptive galaxies. Guemligen: Zwicky.   1971.

### Пушки и гоблини
Цвики бил невероятно оригинален мислител, а съвременниците му често нямало как да знаят кои от неговите идеи биха проработили и кои – не. При един ретроспективен поглед към живота и работата на Цвики, Стивън Морър казва:
Когато изследователите говорят за неутронни звезди, тъмна материя и гравитационни лещи, всички те започват по един и същи начин: „Цвики открива този проблем през 1930-те. Тогава никой не го е слушал...“
Цвики е почитан като откривател на неутронните звезди. Също така той обсъжда и съществуването на ядрени гоблини, които описва като „тяло с висока плътност на ядрото ... стабилно само при достатъчно външно налягане в пределите на масивна и плътна звезда“. Той смятал, че гоблините можели да се движат в пределите на звездата и да се взривяват опустошително като достигнат по-малко плътни райони от повърхността на звездата, и служели за обяснение на явленията при звездни изригвания. Тази идея така и не била изследвана допълнително.
Един анекдот, който често разказвали за Цвики, гласял, че той провел неофициален експеримент, за да види дали може да реши проблемите с турбулентността, прекъсвайки наблюдателна сесия една вечер в обсерваторията Маунт Уилсън. Той наредил на своя асистент да стреля с пушка през визьора на телескопа с надеждата, че това би помогнало да се смекчи турбулентността. Нямало видим ефект, но събитието говори за латералното мислене, с което бил известен Цвики.
Също така той бил горд с това, че произвел първите изкуствени метеори. Той поставил експлозиви в носа на ракета V2, които щели да бъдат детонирани на голяма височина и да изстрелят парчета метал с голяма скорост през атмосферата. Първите опити се оказали провал и Цвики решил да опита отново с ракетата Аеробий. Неговите заявки били отхвърлени, докато Съветския съюз не изстрелял Спутник-1. Дванайсет дни по късно, на 16 октомври 1957, Цвики провел своя експеримент с Аеробий и успешно изстрелял металните парчета, които били видими от обсерваторията Маунт Паломар. Смята се, че едно от тези парчета може би е успяло да се измъкне от гравитационното привличане на Земята и да се превърне в първия обект, изстрелян в слънчевата орбита.
Цвики също така приемал възможността за пренареждане на вселената според нашето собствено желание. В една лекция през 1948 той говори за разменяне на планетите или променяне на техните локации в пределите на слънчевата система. През 1960-те той дори имал предложение как може да бъде преместена цялата слънчева система, като гигантски космически кораб, с който да пътуваме към други звезди. Смятал, че това би могло да бъде постигнато като изстреляме снаряди към Слънцето, за да предизвикаме асиметрични експлозии и по този начин, той смятал, че можем да достигнем звездата Алфа Кентавър за период от 2500 години.

## Хуманитарна дейност
Въпреки че Цвики изпитвал затруднения в личните си взаимоотношения със своите колеги и имал малък брой официални ученици, той бил великодушен хуманитарист, който изявявал загриженост за широкото общество. Тези две страни на неговата природа се проявили след развръзката на Втората световна война, когато Цвики се трудил усилено да събира тонове книги за астрономия и други предмети, и ги пращал на научни библиотеки, пострадали от войната, из Европа и Азия.
Също така той имал дълготраен ангажимент с благотворителната фондация Песталоци в Америка, която подкрепяла сиропиталища. Цвики получил техния златен медал през 1955, като признателност за неговите услуги.
Цвики обичал планините и бил успешен алпинист.
Той твърдо критикувал организираната религия, но не и индивидуалната вяра. Критикувал национализма и бил критично настроен към политическите нагласи на Близкия изток, както и към употребата на атомни оръжия по време на Втората световна война. Той вярвал, че надеждата за света се крие в свободните хора с добра воля, които се трудят заедно, доколкото е нужно, без намесата на институции или постоянни организации.

## Почести
През 1949 г. президентът на САЩ Труман награждава Цвики с „Президентския медал за свобода“ за работа върху ракетни двигатели по време на Втората световна война. През 1968 г. Цвики е назначен за професор-емеритус в Калифорнийския технологичен институт.
През 1972 г. Цвики е награден със златния медал на Кралското астрономическо общество, най-престижната им награда, за „изтъкнати приноси към астрономията и космологията“. Тази награда отбелязва в частност неговата работа върху неутронните звезди, тъмната материя и каталогизирането на галактики.
Астероидът 1803 Zwicky и лунният кратер Zwicky са кръстени в негова чест.

## Публикации
За своята продължителна кариера Цвики произвежда стотици публикации, като покрива обширен диапазон от различни теми. Този кратък подбор, с коментари, загатва за разнообразието на неговия труд.
- Zwicky, F. On the Red Shift of Spectral Lines through Interstellar Space. Proceedings of the National Academy of Sciences. Т. 15.   October 1929. DOI:10.1073/pnas.15.10.773. с. 773 – 779.. Това е статията, която предлага модел на „уморената“ светлина да обясни закона на Хъбъл. (пълната статия)
- Baade, W., W., Zwicky, F. On Super-novae. Proceedings of the National Academy of Sciences. Т. 20.   1934. DOI:10.1073/pnas.20.5.254. с. 254 – 259., и Baade, W., W., Zwicky, F. Cosmic Rays from Super-novae. Proceedings of the National Academy of Sciences. Т. 20.   1934. DOI:10.1073/pnas.20.5.259. с. 259 – 263.. Тези последователни статии представят понятията за свръхнова и неутронна звезда.
- Zwicky, F. On Collapsed Neutron Stars. Astrophysical Journal. Т. 88.   November 1938. DOI:10.1086/144003. с. 522 – 525.. Идеята за неутронна звезда, представена преди това в отделна дисертация за свръхнова, е обяснена нагледно, заедно с идеята за критична звездна маса и черни дупки.
- Zwicky, F. On the Formation of Clusters of Nebulae and the Cosmological Time Scale. Proceedings of the National Academy of Sciences. Т. 25.   December 1939. DOI:10.1073/pnas.25.12.604. с. 604 – 609.. Цвики твърди, че формата на мъглявините говори за вселена, която е много по-стара, отколкото можем да заключим чрез модел на разширяващата се вселена.
- Zwicky, F. A Mosaic Objective Grating for the 18-inch Schmidt Telescope on Palomar Mountain. Publications of the Astronomical Society of the Pacific. Т. 53.   August 1941. DOI:10.1086/125331. с. 242 – 244.. Цвики е голям привърженик на употребата на широко-диапазонния телескоп Шмидт, който той самия използва с поразителна ефективност при много от своите открития.
- Zwicky, F. Report on certain phases of war research in Germany.   Aerojet Engineering Corp, 1945.. Цвики работи по създаването на реактивния двигател и други подобни изобретения с корпорация Аероджет по време на войната.
- Zwicky, F. Morphological astronomy.   Springer-Verlag, 1957.. В тази книга Цвики дава пълна свобода на своите идеи за морфологичното изследване, като средство за реализиране на открития в астрономията.
- Zwicky, F. Nuclear Goblins and Flare Stars. Publications of the Astronomical Society of the Pacific. Т. 70.   October 1958. DOI:10.1086/127284. с. 506 – 508.. Заедно с предположението си за неутронни звезди, Цвики също предполага, че съществуват нестабилни струпвания на неутронна плътна материя в пределите на по-големите звезди.
- Zwicky, F. Discovery, invention, research through the morphological approach.   MacMillan, 1969.. Цвики загатва, че морфологичният подход би могъл да бъде приложен към всички видове въпроси от дисциплини, които се занимават с неща, далеч отвъд основните науки.